# الإقطاعيات في مملكة بيت المقدس

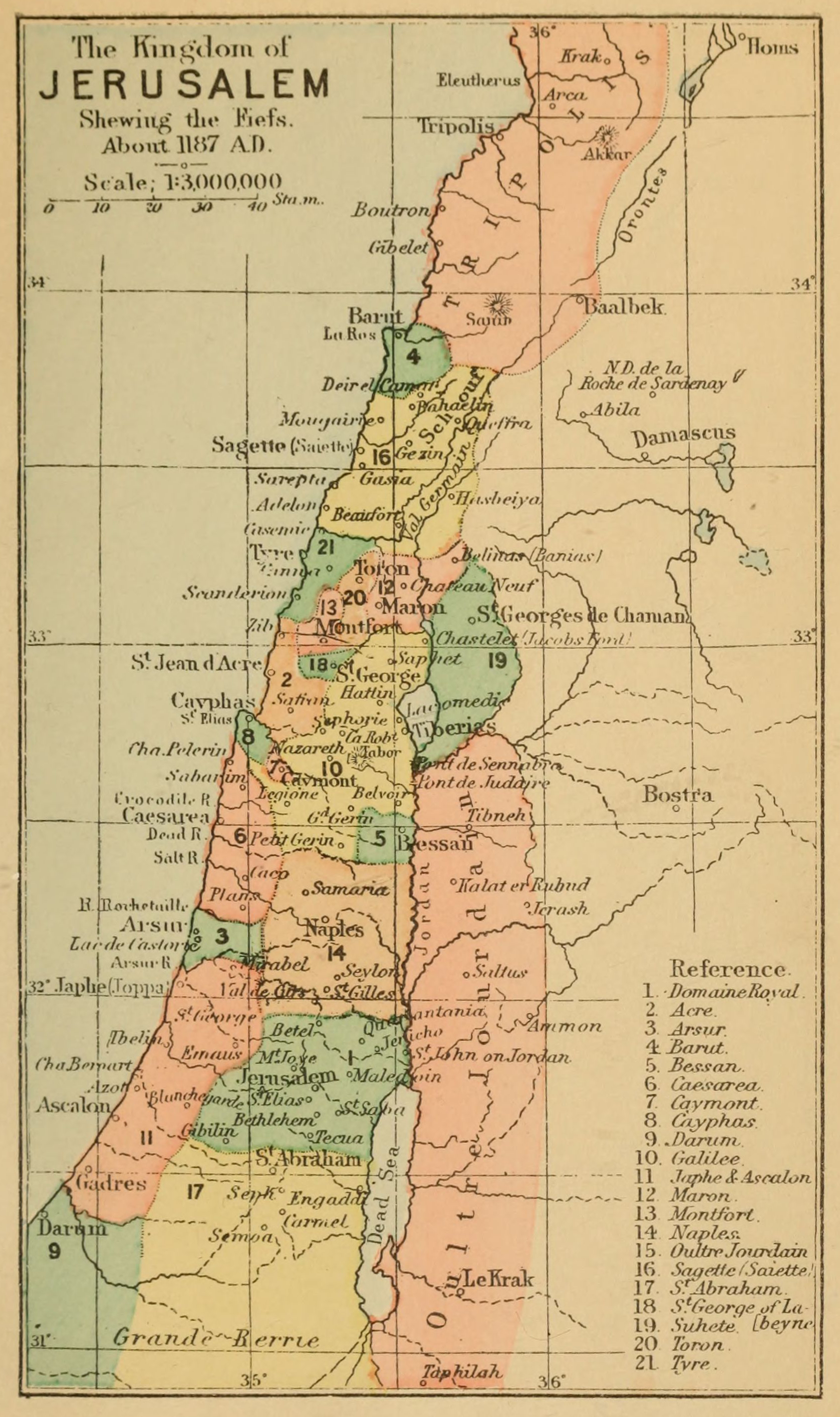
خريطة مملكة القدس عام 1187 م، موضحة الإقطاعيات، من كتاب فلسطين (1889) لكلود رينييه كوندر

قائمة الإقطاعيات في مملكة بيت المقدس تظهر مجموعة الإقطاعيات التي كانت مملكة بيت المقدس مقسمة إليها خلال فترة نشاطها في الشرق، وهي مقسمة إلى نوعين إقطاعيات كبرى وإقطاعيات صغرى.

## طبيعة الإقطاع
النظام الحاكم الذي كان سائدًا في مملكة بيت المقدس هو النظام الإقطاعي موزع ضمن فيدراليات، بحيث تشكل كل إقطاعية ولاية أو منطقة إدارية خاصة لصاحبها ومعه صغار الإقطاع مطلق الحق في إدارة شؤونها الداخلية وفق رؤيتهم ومصالحهم، مع وجود محكمة ملكية خاصة في القدس تستطيع نصح الأمير ومجلسه بالطريقة الأمثل لإدارة أملاكه دون أن يكون لقراراتها حيّز الإلزام. على الرغم من أن أوروبا التي استمدت منها المملكة نظام حكمها، كانت تتحول خلال القرن الثاني عشر ثم الثالث عشر نحو سلطات مركزية ومحولة الألقاب الإقطاعية إلى ألقاب شرفية، إلا أن الوضع في مملكة بيت المقدس ظل على ما هو عليه من سيطرة للإقطاع في مناطقهم، وربما يعود السبب في ذلك إلى ضعف السلطة المركزية للملك.
ويذكر أن كل إقطاعية بدورها مقسمة إلى إقطاعيات أصغر منها بمعدل إقطاعية في كل 50 كيلو متر مربع، وفي أواخر عهد المملكة خلال القرن الثاني عشر صدر تشريع عن الملك في عكا ينصّ على أنه من حقوق الإقطاعيين بما فيهم الإقطاعيات الصغيرة التي لم يكن لها حكم ذاتي بل تابعة للإقطاعية الكبيرة في السابق، سك النقود وإقامة المحاكم والدعوة للجندية الإجبارية في جيش الإقطاعية لحمايتها؛ قبل هذا التشريع كان لكبار الإقطاعيين السطوة في إقطاعاتهم، بيد أن قضية العدالة كانت دومًا بيد سيّد المنطقة سواءً كان من كبار الإقطاعيين أم من صغارهم. كما كان للإقطاعية شخصية اعتباريّة، فبعد تحوّل نظام الحكم في الإقطاعيات إلى النظام الوراثي، لم يكن من الممكن إلغاء الإقطاعية وعودتها إلى التاج في حال وفاة صاحبها أو انقراض العائلة الحاكمة فيها، بل ينتقل حكمها حسب الوراثة لأقرب النبلاء لهذه العائلة وفق قانون وراثة العرش في المملكة، مع بقاء جيشها وقضائها ونقودها الخاصة دون أن تندمج أو تتبدل مع إقطاعية سيدها الجديد. ويشير الباحثون إلى أن القصر الملكي كان يدعم عملية تقسيم الإقطاعيات الكبيرة وانفراط عقدها إلى مجموعة من الإقطاعيات، منعًا لتنامي قوتها، خصوصًا أن استحداث الإقطاعيات الجديدة ما كان ليتم دون موافقة ملكية، ما يؤكد مثل هذه الأقوال.
تجدر الإشارة إلى وجود طبقة من النبلاء أيضًا لا إقطاعيات لديهم، يستقرون في القدس إلى جانب الملك الذي يقوم بتقديم مبالغ مالية سنوية لهم عوضًا عن عدم وجود أملاك خاصة تابعة لهم، وكانت قيمة القطع النقدي الممنوح تساوي دخل مدينة أو إقطاعية بذاتها. وغالبًا ما يكون هؤلاء النبلاء من القادمين حديثًا إلى الشرق وغالبًا ما يكونوا فرسان يتبع لهم مجموعة من المحاربين، تعاون الملك في حروبه المباشرة وتشكل الجيش المحيط به؛ يشار إلى أن المملكة اقتبست هذا الطريقة من النظام الإسلامي المعتمد في الدولة العباسية والفاطمية، فلم يكن للمحاربين وقادة الجيوش الإسلامية أراض وإقطاعات تتبع لهم، وإنما يتم منحهم مبالغ سنوية من خزانة الدولة.

## الإقطاعيات الكبرى
- إمارة الجليل: أكبر الإقطاعيات وأقدمها من حيث التأسيس، امتدت حدودها من بحيرة طبرية حتى مدينة حيفا، وصاحبها هو الوحيد الذي تلقب بقلب «أمير»، يعود تأسيس إمارة الجليل إلى عام 1100 وكان بود مؤسسها تانكرد أن يحولها إلى إمارة مستقلة عن المملكة على غرار ما هو موجود في طرابلس وأنطاكية لكنه فشل في تحقيق غايته مضطرًا للسفر إلى أنطاكية والقيام بمهام أميرها، غير أن بلدوين الأول وإن أدمج إمارة الجليل ضمن مملكته كإقطاعية إلا أنها حافظ على بعض حقوقها كلقب «أمير» لصاحبها، ثم تفككت إلى مجموعة من الإقطاعيات المستقلة لاحقًا.[5]
- إقطاعية الكرك والشوبك وما وراء الأردن: من أكبر الإقطاعيات من حيث المساحة وذات موقع هام بالنسبة للملكة لوصفها صاحبة أطول حدود مع الدولة الزنكية ثم الأيوبية، اتخذها رينو دي شاتيون منذ توليه شؤونها بزواجه من أميرتها، قاعدة لشن عمليات سلب ونهب على قوافل الحجّ الإسلامية والقوافل التجارية بين مصر ودمشق، وكان ذلك السبب الرئيس في معركة حطين، وختام عهد المملكة الأول.[6]
- قلعة تبنين وقلعة هونين: ومجموعة من القرى المحيطة. إمارتان مستقلتان في جنوب لبنان حاليًا، كانتا تابعتين لإمارة الجليل ثم تحولتا إلى إمارتين مستقلتين عام 1107، كان للقلعتان أهمية بارزة لكونهما في الخط الأمامي للدفاع عن المملكة.[6]
- إقطاعية بيروت: كانت تمتد من نهر المعاملتين الذي يفصلها عن إمارة طرابلس إلى صيدا، وقد منحها الملك بلدوين الأول لعائلة دي جينس، ثم سيطر عليها أمالريك الأول كإقطاعية تابعة للتاج، ثم انضمت لأملاك آل إيبلين عن طريق الزواج.[6]
- إقطاعية صيدا: منحت لعائلة جيرينه.
- إقطاعية بانياس: شملت حدودها الجولان، ومنحت لآل بروس من إنكلترا ثم سيطر عليها الإسبتارية عام 1157، واستمرت حتى 1164 ذات سيادة مشتركة بين آل بروس وحكام دمشق يتقاسمون مواردها، ثم فتحها نور الدين زنكي وأنهى الحكم الصليبي فيها.[7]
- إقطاعية قيسارية: تعتبر من أغنى الإقطاعيات وأكثرها مواردًا منحت لآل جيرنيه أصحاب صيدا أيضًا.[6]
- إقطاعية نابلس: اشتملت مدينة نابلس والجبال المحيطة بها، تعتبر من أغنى الإقطاعيات أيضًا وأوفرها أراض خصبة، غير أن حدودها لم تكن واضحة والأراضي التابعة للتاج الملكي في القدس. إقطاعية نابلس كانت ممنوحة لآل إيبلين وعن طريقها تمكنوا من بناء ثروتهم التي خولتهم الاطلاع بثقل هام في سياسة المملكة ومكنتهم من توسيع مناطق حكمهم، إن كان بشراء إقطاعيات جديدة أو بتوسيع إقطاعيتهم الأم ذاتها، فشملت مع منتصف القرن الثاني عشر كلاً من الرملة ونابلس.[7]
- إقطاعية أرسوف: غدت إقطاعية أواسط القرن الثاني عشر، كان أصحابها آل إيبيلن حتى 1261 حين اشتراها الإسبتارية، وبعدها بأربع سنوات فقط، فتحها المماليك.[7]
- إقطاعية حيفا: كانت عاصمة إمارة الجليل، ومن ثم تحولت إلى إقطاعية مستقلة وذات أهمية لكون المدينة أحد الموانئ الرئيسية على البحر المتوسط وقريبة من عاصمة المملكة في القدس، وقد تتالى على حكمها مجموعة من الأسر المتعاقبة.
- إقطاعية غزة: سيطر عليها الداويّة، وامتدت من جنوب عسقلان حتى دير البلح التي شكلت حدود المملكة الجنوبية.
- إقطاعية يافا: كانت جزءًا من الإقطاعيات الملكية الخاصة ثم منحت عام 1120 خلال عهد بلدوين الثاني لعائلة بيوسيه، ثم أعيدت إلى أملاك التاج الخاصة عام 1131 بعد تمرد قامت به العائلة.
- إقطاعية الناصرة: استقلت عن إقطاعية الجليل عام 1115.
- إقطاعية بيت شان: كانت تابعة للتاج الملكي من 1101 وحتى 1120 حين غدت إقطاعية مستقلة، وقد تعاقب على إدارتها عدد من الأسر.
- إقطاعية اللد.
- الإقطاعيات الملكية: تشمل إلى جانب القدس ذاتها، كلاً من حبرون وبيت لحم ويافا وعسقلان وعكا وصور، إلى جانب قلاع أخرى شيدت بأوامر الملك وعلى كلفته الخاصة في مناطق مختلفة؛ كانت هذه الإقطاعيات تمنح لأفراد من العائلة الحاكمة على صلة مباشرة بالملك، أو للمؤسسات العسكرية أيضًا، فقد شيد الداوية في السهل الواقع بين يافا وعسقلان عددًا كبيرًا من القلاع والحصون أشرفوا على إدارتها بأنفسهم، وفي بعض الأحيان تحولت إلى إقطاعيات مستقلة كما حصل وقلعة تل الصافي التي شيد بأوامر الملك فولك عام 1141 ثم أقطعت لآل جيرينه. كان للإقطاعيات الملكية دور هام في تأمين الإيرادات اللازمة لتغطية نفقات القصر الملكي.[8]